# Rhabdogaster melas
Rhabdogaster melas là một loài ruồi trong họ Asilidae. Rhabdogaster melas được Londt miêu tả năm 2006. Loài này phân bố ở vùng nhiệt đới châu Phi.